# Pangium edule
Pangium edule är en tvåhjärtbladig växtart som beskrevs av Caspar Georg Carl Reinwardt. Pangium edule ingår i släktet Pangium och familjen Achariaceae. Inga underarter finns listade i Catalogue of Life.

## Bildgalleri

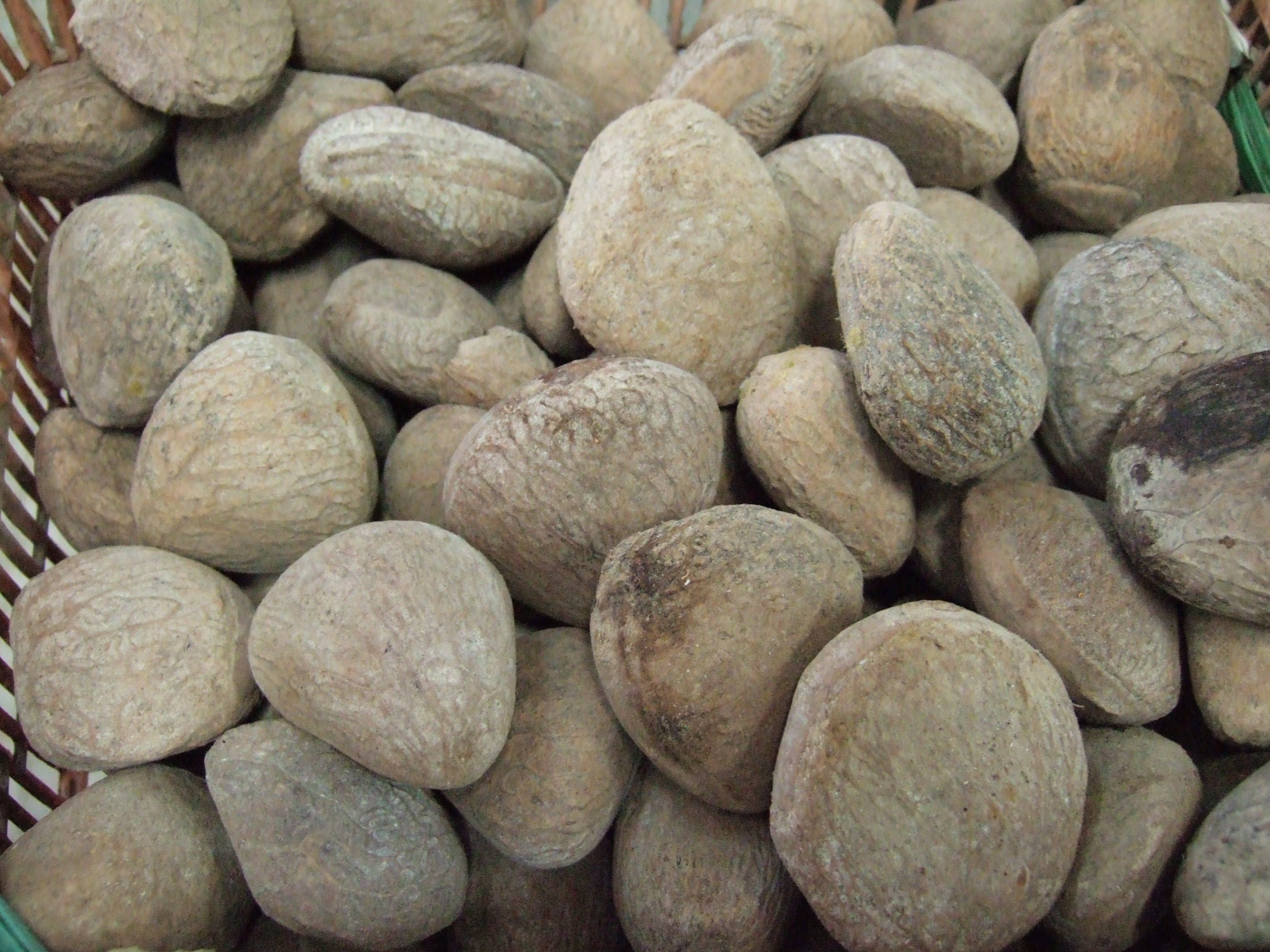
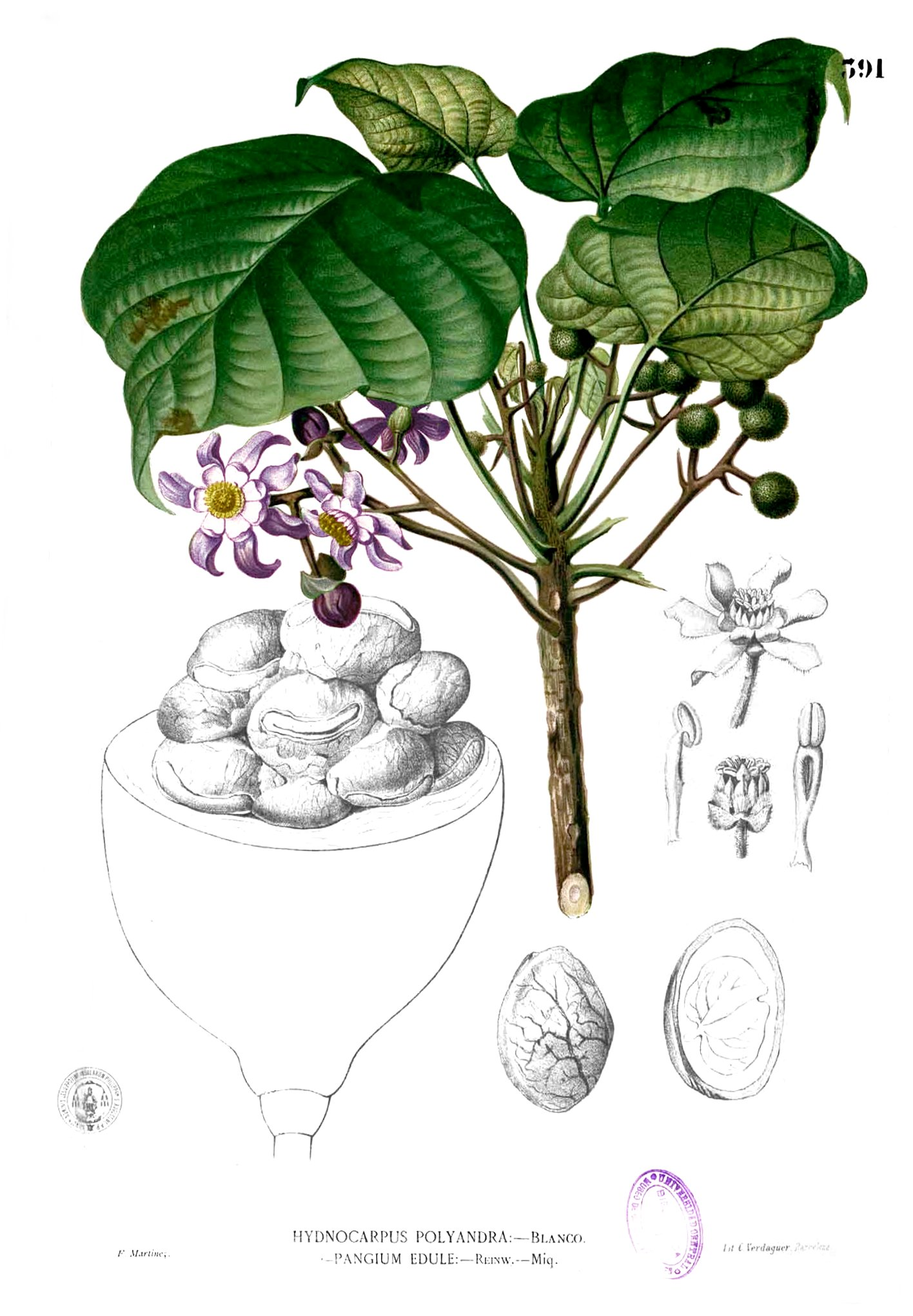
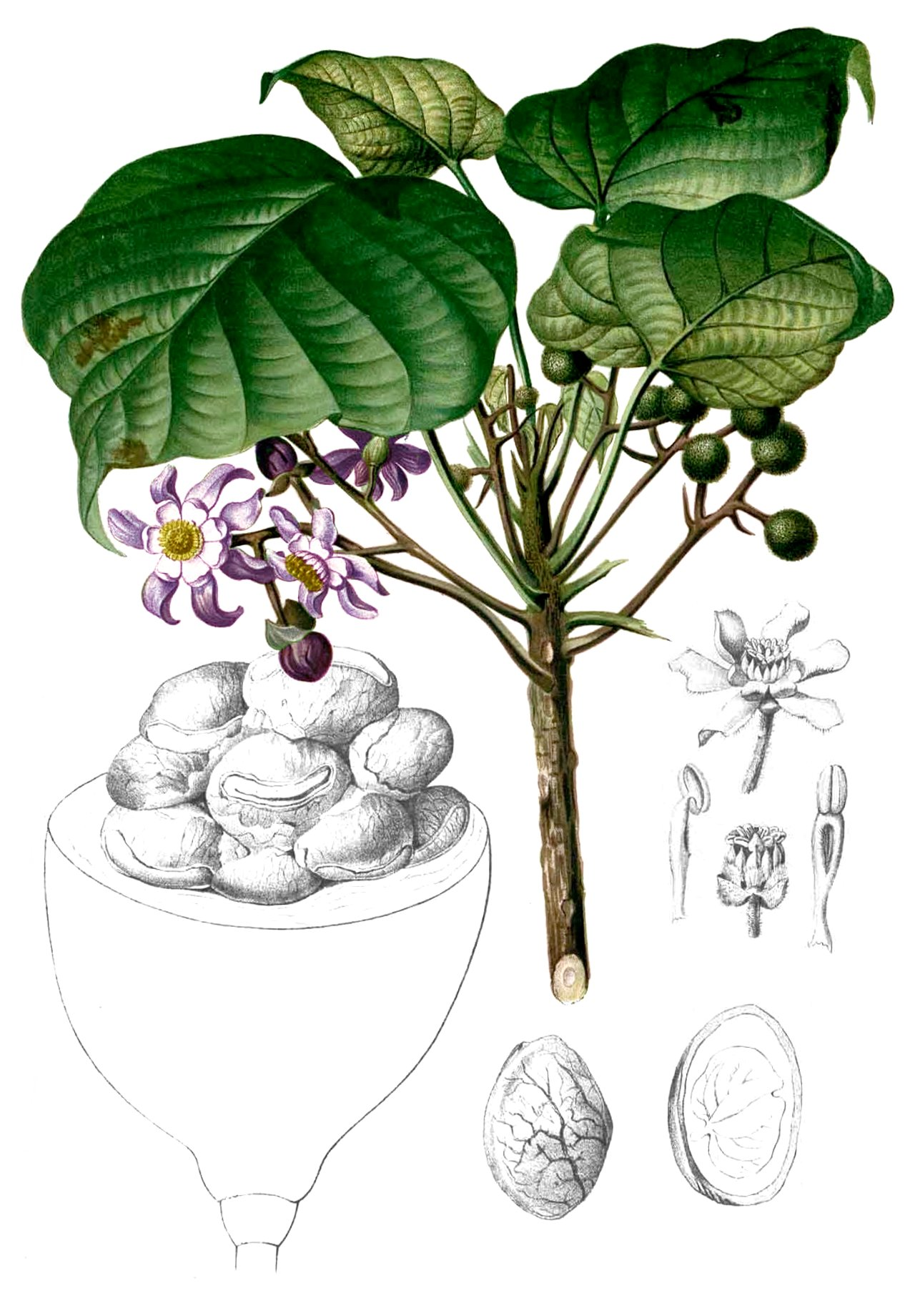